# Jupiaba poranga
Jupiaba poranga é uma espécie de peixe da família dos caracídeos e da ordem dos caraciformes. Os machos podem alcançar 7,9 cm de comprimento. Vivem em zonas de clima tropical, na América do Sul, nas bacias dos rios dos municípios de Peixoto de Azevedo e Arinos, da bacia do rio Tapajós, no Brasil.